# Steven Defour
Steven Defour (Mechelen, 15 april 1988) is een Belgisch voetbaltrainer en voormalig voetballer die doorgaans als verdedigende middenvelder speelde. Defour was van 2006 tot en met 2017 international in het Belgisch voetbalelftal, waarvoor hij 52 interlands speelde en twee keer scoorde.
Defour genoot zijn jeugdopleiding bij KV Mechelen, maar brak in 2005 door bij KRC Genk. In 2006 stapte hij over naar Standard Luik, waar hij uitgroeide tot een van de beste spelers in de Belgische competitie. Defour won met Standard twee landstitels op rij en mocht in januari 2008 ook de Gouden Schoen in ontvangst nemen. Van augustus 2011 tot begin augustus 2014 stond hij onder contract bij FC Porto, om vervolgens twee seizoenen te spelen voor RSC Anderlecht. Daarna volgden nog Burnley FC en Antwerp FC om uiteindelijk in 2021 als speler te stoppen bij KV Mechelen. 

## Clubcarrière

### Jeugd
Defour leerde voetballen bij Zennester Hombeek, een bescheiden club in de buurt van Mechelen. Ondanks zijn kleine gestalte viel de jonge middenvelder op bij enkele scouts. Hij kon rekenen op de interesse van Lierse SK, RSC Anderlecht en KV Mechelen. In het seizoen 1996/97 stapte Defour over naar de jeugdopleiding van KV Mechelen, dat even later naar de tweede klasse degradeerde. Bij Malinwa werd de jonge Defour een ploeggenoot van onder meer Marvin Ogunjimi en David Hubert. Toen de club vijf jaar later omwille van financiële problemen naar de derde klasse werd verwezen, zocht Defour net als Ogunjimi andere oorden op. De twee belandden bij KRC Genk, waar ze opnieuw verenigd werden met Hubert. Defour werd bij Genk meteen ondergebracht bij de beloften.

### KRC Genk

#### Debuut
Tijdens de winterstop van het seizoen 2004/05 werd Defour naar de A-kern van Genk overgeheveld. Het was toenmalig trainer René Vandereycken die hem zijn debuut op het hoogste niveau gunde. Defour mocht op 30 oktober 2004 tijdens de Limburgse derby tegen Sint-Truidense VV na 78 minuten invallen voor Paul Kpaka. Hij kwam dat seizoen aan in totaal vier invalbeurten.
Een jaar later groeide Defour onder trainer Hugo Broos uit tot een vaste waarde, mede dankzij de blessures van verscheidene titularissen. Vanaf oktober 2005 startte hij bijna elke wedstrijd in de basis. De dan zeventienjarige middenvelder werd de dirigent van een elftal dat bestond uit namen als Koen Daerden, Hans Cornelis, Sébastien Pocognoli en Kevin Vandenbergh. Op 5 november 2005 scoorde hij tegen KSV Roeselare zijn eerste competitiedoelpunt. Genk sloot het seizoen 2005/06 af als vijfde.

#### Wet van '78
Defour verlengde in november 2005 zijn contract tot 2009. Niet veel later beval scout Urbain Haesaert de jonge Belg aan bij Ajax. Hij stelde positieve rapporten over de middenvelder op en had een gesprek met diens vader Jacques Defour. Ook Chelsea FC en PSV informeerden in die periode bij vader Defour naar een mogelijke transfer.
In april 2006 werd Defour opnieuw gelinkt aan Ajax. De Amsterdammers wilden hem samen met ploeggenoot Pocognoli naar Nederland halen. Toenmalig technisch directeur Ariël Jacobs verklaarde dat Genk hem niet wilde laten gaan, maar wel bereid was met Ajax te onderhandelen. Ajax wilde ruim 5 miljoen euro op tafel leggen voor Defour.
Begin mei 2006 onderhandelde Defour zelf met Martin van Geel, technisch directeur van Ajax. Hij gaf duidelijk aan dat hij weg wilde en liet niets aan het toeval over. Op aanraden van zijn toekomstig schoonvader en gewezen voetballer Costa Mbisdikis zette Defour zijn makelaar Marc Vanlaere aan de deur en nam hij erkend FIFA-makelaar Paul Stefani in dienst. Met Ajax kwam hij tot een akkoord voor vijf seizoenen. Maar Genkvoorzitter Jos Vaessen weigerde met de nieuwe makelaar samen te werken. Enkele dagen later zaten Genk en Ajax rond de tafel. Beide clubs kwamen begin juni niet tot een akkoord.
Op 16 juni 2006 kondigde Defours advocaat aan dat hij zijn contract zou verbreken op basis van de wet van '78.
Ajax weigerde een speler over te nemen op basis van de wet van '78, maar clubs als Feyenoord, FC Köln en Real Mallorca waren wel geïnteresseerd in een transfer. Jos Vaessen nam hierdoor ontslag als voorzitter van Genk. Uiteindelijk kwam het nooit zover. Defour verbrak zijn contract niet en kwam tot een akkoord met Standard Luik. De Rouches betaalden slechts een derde van de transfersom die Ajax aanbood.

### Standard Luik
In juli 2006 sloot Defour zich aan bij de spelersgroep van Standard Luik. De jonge middenvelder kreeg onder trainer Johan Boskamp meteen zijn kans bij de Rouches. Aan de zijde van kapitein Sérgio Conceição groeide Defour uit tot een vaste waarde op het middenveld. Een jaar later vertrok Conceição naar het buitenland en kreeg Defour de aanvoerdersband. Hij werd samen met Marouane Fellaini en Axel Witsel een van de sterren van het jonge Standard. De club veroverde in het seizoen 2007/08 zijn eerste landstitel in 25 jaar. Enkele maanden eerder had hij ook al de Gouden Schoen in ontvangst mogen nemen.
Defour viel bij Standard op door zijn doorzettingsvermogen, uitstekende passing en leiderscapaciteiten. Hij kreeg bijnamen als "de kleine generaal" en "de nieuwe Van Moer". Reeds tijdens zijn periode in Genk werd hij vergeleken met Standardlegende Wilfried Van Moer. Defour loodste de Rouches in 2009 naar een tweede titel op rij. Standard klopte rivaal Anderlecht toen na twee testwedstrijden.
Midden september 2009 kreeg de middenvelder een zware blessure aan de voet tijdens een competitiewedstrijd tegen KV Mechelen. Hierdoor was hij tot januari 2010 onbeschikbaar en miste hij de gehele Champions League-campagne van Standard. In de Europa League-wedstrijd tegen Panathinaikos FC raakte Defour opnieuw geblesseerd, ditmaal voor vier weken. In het seizoen 2010/11 zakte Standard in de competitie weg. De club, die overschaduwd werd door een mogelijke buitenlandse overname, plaatste zich op het nippertje voor play-off I. In de play-offs rukte Standard van de laatste naar de tweede plaats op. Op de laatste speeldag namen de Rouches het tegen Genk op voor de titel. Het werd 1-1, waardoor Defours ex-club kampioen werd. Standard won nadien wel de beker.
Na de competitie stapten trainer Dominique D'Onofrio en diens broer en sterke man Luciano D'Onofrio op. Roland Duchâtelet nam de club over en Defour drong aan op een transfer. Net als ploegmaat Axel Witsel belandde hij via Luciano D'Onofrio in Portugal.

### FC Porto
Defour tekende in augustus 2011 net als ploeggenoot Eliaquim Mangala een contract bij FC Porto. De Portugese club betaalde zo'n 6 miljoen euro voor de overgang.
Op 26 augustus 2011 zat Defour tijdens de UEFA Super Cup tegen FC Barcelona op de bank. Zijn officieel debuut voor Porto maakte hij pas op 6 september. Hij mocht toen invallen in een competitiewedstrijd tegen União Leiria.
In de zomer van 2014 leek Defour op een zijspoor terechtgekomen te zijn bij FC Porto. Het feit dat hij geen deel uitmaakte van de kern in de vierde voorronde van de Champions League was een teken aan de wand. Na drie jaar met wisselend succes bij Porto gespeeld te hebben keek hij uit naar een andere club. Onder meer PSV en RSC Anderlecht waren geïnteresseerd.

### RSC Anderlecht
Op 13 augustus 2014 tekende Defour bij RSC Anderlecht. De club betaalde een bedrag tussen 6 en 6,5 miljoen euro voor de middenvelder. Hij ondertekende er een contract voor vijf seizoenen.

Defour maakte op 24 augustus 2014 zijn debuut voor Anderlecht tegen Waasland-Beveren. Na 80 minuten mocht hij het veld verlaten onder applaus van het publiek. Leander Dendoncker verving hem. 

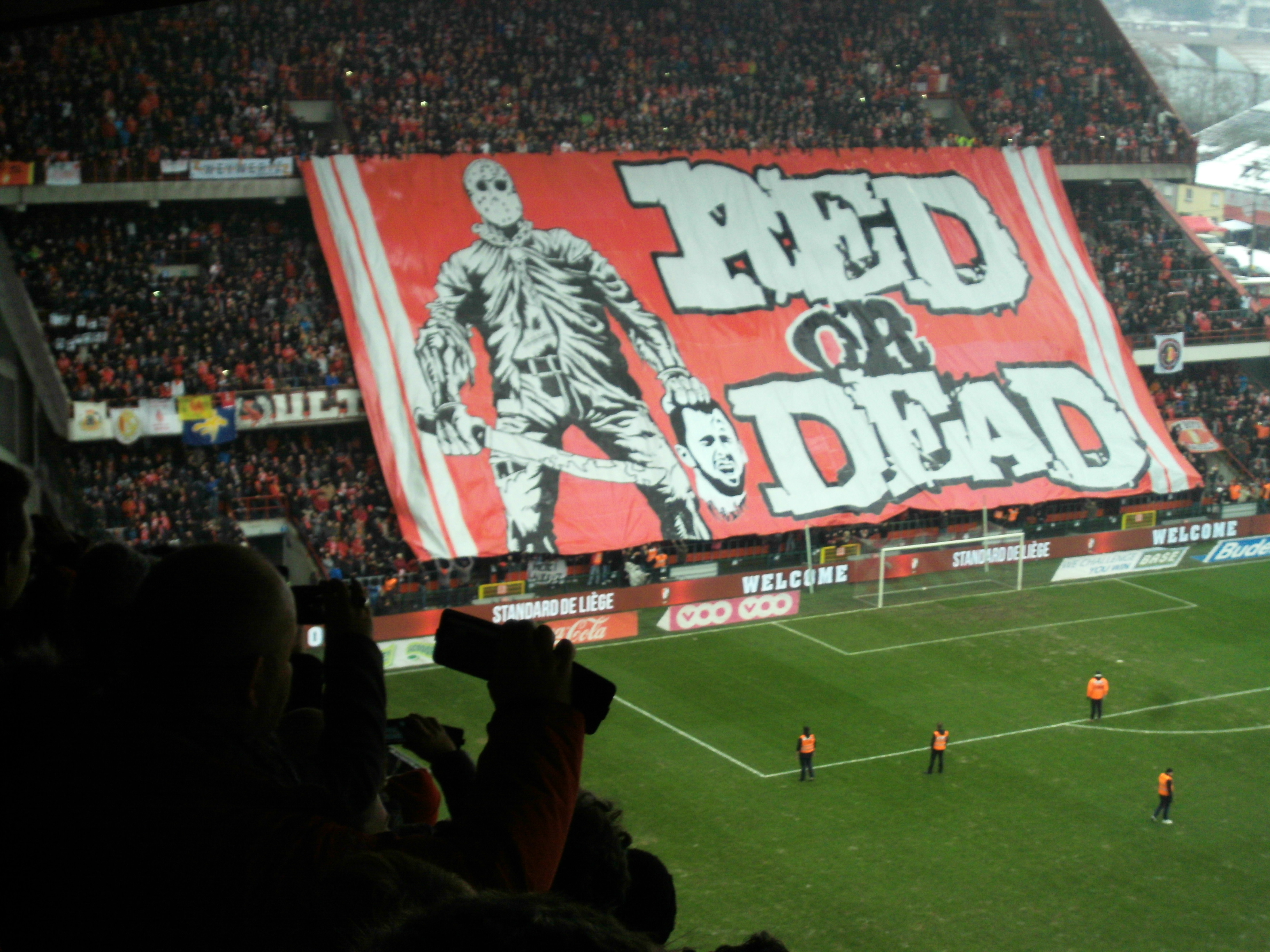
Tifo van onthoofde Defour op Standard Luik

Op 25 januari 2015 keerde Defour terug in het Stade Maurice Dufrasne van Standard Luik, voor de wedstrijd Standard-Anderlecht. Supporters van de Luikse club ontvouwden op de tribune een spandoek, met daarop een afbeelding van een onthoofde Defour. Defour pakte in de wedstrijd kort na rust een rode kaart en Anderlecht verloor met 2-0. Na de wedstrijd bestrafte de voetbalbond de Luikse club tot een wedstrijd zonder publiek en een boete van 5000 euro.
Hoewel Defour twee seizoenen basisspeler was bij Anderlecht, tot aanvoerder werd gekozen en gezien werd als sleutelpion, kreeg hij nimmer de waardering van het publiek. Hem werd zijn verleden bij Standard Luik nagedragen. Tijdens sommige wedstrijden werd hij uitgefloten. Na de openingswedstrijd van het seizoen 2016/17, een gewonnen uitwedstrijd tegen Excelsior Moeskroen, kreeg Defour van een Anderlechtfan een glas bier in het gezicht gegooid. Dit was voor hem de druppel om de club, die hem een nieuw vijfjarig contract had aangeboden, te verlaten. Na twee seizoenen diende hij een transferverzoek in. Er was interesse van Al-Jazira Club uit de Verenigde Arabische Emiraten, een club waarin Defour ook zeer geïnteresseerd was. Zij kwamen echter niet tot overeenstemming met Anderlecht.

### Burnley FC
Op 12 augustus 2016, twee wedstrijden in het seizoen 2016/17, kwamen Anderlecht en Defour tot een akkoord met Burnley FC, dat gepromoveerd was naar de Premier League. Met de overgang zou 7 tot 9 miljoen euro gemoeid zijn. Op 27 augustus 2016 debuteerde de middenvelder in de Premier League op het veld van Chelsea. Op 10 september 2016 maakte hij zijn eerste competitietreffer tegen Hull City.

### Antwerp FC
In september 2019 tekende Steven Defour als transfervrije speler bij Antwerp FC tot het einde van het seizoen. Na Vincent Kompany, Laurent Depoitre, Nacer Chadli, Anthony Limbombe en Simon Mignolet, mocht de Jupiler Pro League nog een (ex-)Rode Duivel verwelkomen. Het was niet zo verwonderlijk dat hij bij Antwerp tekende. Bij Standard, met wie hij kampioen speelde, werkte hij immers ook al nauw samen met onder meer sportieve baas Luciano D'Onofrio en coach László Bölöni. Ook Sinan Bolat en Dieumerci Mbokani maakten deel uit van die kampioenenploeg. Antwerp werd de 5e Belgische club uit de carrière van Defour.
Defour maakte zijn debuut op 15 september 2019 tegen zijn ex-club Anderlecht. Hij startte in de basis en werd in de 60e minuut vervangen door Alexis De Sart. Antwerp won met 1-2. De eerste 4 wedstrijden in rood-witte loondienst startte hij telkens in de basis. Tegen Standard viel Defour uit met hamstringblessure. Deze blessure hield hem bijna 3 maanden aan de kant. Op 27 december 2019 maakte hij zijn rentree tegen RSC Anderlecht. Vanaf dan zat Defour telkens in de wedstrijdkern.
Mede door blessures kwam de 52-voudige Rode Duivel dit seizoen maar tot tien basisplaatsen en twee invalbeurten in het shirt van Antwerp. Daarin was hij goed voor één assist. Na afloop van het seizoen werd zijn contract niet verlengd. Club en speler konden geen nieuw akkoord vinden omtrent een nieuw contract.

### KV Mechelen
Na het aflopen van het contract zat Defour enige tijd zonder club. Ondanks interesse vanuit Turkije verkoos de speler een nieuw avontuur in België. Ondertussen kon de voetballer meetrainen met KV Mechelen.
Op 15 oktober 2020 werd bekend dat Steven Defour een prestatiegericht contract had ondertekend tot het einde van het seizoen bij KV Mechelen. De voetballer speelde in het verleden al zes jaar bij de jeugdteams van de club en gaf meermaals aan dat hij nog voor de "club van zijn hart" wilde voetballen. In 2004 verliet hij Mechelen voor KRC Genk. Hij kreeg het rugnummer 88.
Op 17 oktober zat Defour voor het eerst in de wedstrijdkern tegen KV Kortrijk, zonder in actie te komen. Op 31 oktober 2020 debuteerde Steven Defour voor KV Mechelen tegen Club Brugge. Hij startte in de basis, maar moest na rust met krampen het veld verlaten. Hij werd vervangen door Rob Schoofs. De middenvelder toonde zich meteen een toegevoegde waarde. De wedstrijd eindigde op een 2-2 gelijkspel.
Op 5 april 2021 kondigde Defour aan dat hij op het einde van het seizoen 2020/21 op 32-jarige leeftijd zou stoppen als profvoetballer. Echter kwam het einde van zijn carrière iets vroeger dan gepland toen hij wegens een blessure op 11 mei per direct stopte als voetballer en aan de slag ging als assistent bij KV Mechelen.

## Trainerscarrière

### KV Mechelen
Defour werd op 16 oktober 2022 voorgesteld als nieuwe coach van KV Mechelen nadat de Nederlander Danny Buijs na tegenvallende resultaten ontslagen werd. Het was zijn eerste taak als hoofdcoach. Defour was voorheen 1,5 jaar assistent bij deze club. Zijn eerste wedstrijd als hoofdcoach was meteen zijn eerste zege. Tegen zijn ex-club Standard werd gewonnen met 2-0. Hoogtepunt in zijn eerste seizoen als hoofdtrainer was de weliswaar verloren finale tegen Antwerp voor de Belgische beker.
Zijn tweede seizoen bij KV Mechelen was een teleurstelling. Na een reeks van slechte resultaten in de nationale competitie en verlies in het Belgische bekertoernooi tegen de amateurs van Knokke FC uit Eerste nationale werd Defour op 2 november 2023 ontslagen.

## Clubstatistieken
| Seizoen         | Club            | Competitie      | Competitie | Competitie | Beker | Beker | Liga Beker | Liga Beker | Supercup | Supercup | Europa | Europa | Totaal | Totaal |
| Seizoen         | Club            | Competitie      | Wed.       | Dlp.       | Wed.  | Dlp.  | Wed.       | Dlp.       | Wed.     | Dlp.     | Wed.   | Dlp.   | Wed.   | Dlp.   |
| --------------- | --------------- | --------------- | ---------- | ---------- | ----- | ----- | ---------- | ---------- | -------- | -------- | ------ | ------ | ------ | ------ |
| 2004/05         | KRC Genk        | Eerste klasse   | 4          | 0          | 0     | 0     | —          | —          | 0        | 0        | 0      | 0      | 4      | 0      |
| 2005/06         | KRC Genk        | Eerste klasse   | 26         | 1          | 0     | 0     | —          | —          | 0        | 0        | 0      | 0      | 26     | 1      |
| 2006/07         | Standard Luik   | Eerste klasse   | 29         | 4          | 0     | 0     | —          | —          | 0        | 0        | 2      | 0      | 31     | 4      |
| 2007/08         | Standard Luik   | Eerste klasse   | 30         | 2          | 0     | 0     | —          | —          | 0        | 0        | 0      | 0      | 30     | 2      |
| 2008/09         | Standard Luik   | Eerste klasse   | 32         | 4          | 0     | 0     | —          | —          | 1        | 0        | 10     | 0      | 43     | 4      |
| 2009/10         | Standard Luik   | Eerste klasse   | 13         | 1          | 0     | 0     | —          | —          | 1        | 0        | 3      | 0      | 17     | 1      |
| 2010/11         | Standard Luik   | Eerste klasse   | 27         | 3          | 5     | 0     | —          | —          | 0        | 0        | 0      | 0      | 32     | 3      |
| 2011/12         | Standard Luik   | Eerste klasse   | 1          | 0          | 0     | 0     | —          | —          | 0        | 0        | 0      | 0      | 1      | 0      |
| 2011/12         | FC Porto        | Primeira Liga   | 24         | 1          | 1     | 0     | 3          | 0          | 0        | 0        | 8      | 0      | 36     | 1      |
| 2012/13         | FC Porto        | Primeira Liga   | 25         | 2          | 2     | 0     | 5          | 1          | 1        | 0        | 7      | 1      | 40     | 4      |
| 2013/14         | FC Porto        | Primeira Liga   | 16         | 0          | 5     | 1     | 4          | 0          | 1        | 0        | 9      | 0      | 35     | 1      |
| 2014/15         | RSC Anderlecht  | Eerste klasse   | 29         | 6          | 6     | 2     | —          | —          | 0        | 0        | 5      | 0      | 40     | 8      |
| 2015/16         | RSC Anderlecht  | Eerste klasse   | 26         | 1          | 1     | 1     | —          | —          | 0        | 0        | 9      | 0      | 36     | 2      |
| 2016/17         | RSC Anderlecht  | Eerste klasse   | 2          | 1          | 0     | 0     | —          | —          | 0        | 0        | 2      | 0      | 4      | 1      |
| 2016/17         | Burnley FC      | Premier League  | 21         | 1          | 3     | 1     | 0          | 0          | —        | —        | —      | —      | 23     | 2      |
| 2017/18         | Burnley FC      | Premier League  | 24         | 1          | 0     | 0     | 1          | 0          | —        | —        | —      | —      | 25     | 1      |
| 2018/19         | Burnley FC      | Premier League  | 6          | 0          | 2     | 0     | 1          | 0          | —        | —        | —      | —      | 9      | 0      |
| 2019/20         | Antwerp FC      | Eerste klasse   | 11         | 0          | 1     | 0     | 0          | 0          | —        | —        | —      | —      | 12     | 0      |
| 2020/21         | KV Mechelen     | Eerste klasse   | 16         | 0          | 3     | 0     | 0          | 0          | —        | —        | —      | —      | 19     | 0      |
| Carrière totaal | Carrière totaal | Carrière totaal | 362        | 28         | 29    | 5     | 14         | 1          | 4        | 0        | 47     | 1      | 464    | 35     |

Bijgewerkt op 18 april 2021

## Interlandcarrière
Defour speelde voor de nationale jeugdploegen van België alvorens in 2006 zijn debuut te maken bij de Rode Duivels. Bondscoach René Vandereycken, die hem destijds ook bij Genk liet debuteren, riep de 18-jarige middenvelder voor het eerst op in mei 2006. Op 24 mei 2006 speelde hij zijn eerste interland. Hij mocht toen tijdens de rust tegen Turkije invallen voor Thomas Buffel.
Defour werd onder bondscoach Vandereycken een vaste waarde bij de nationale ploeg, maar successen bleven uit. België wist zich in 2008 niet te plaatsen voor het EK in Oostenrijk en Zwitserland en miste in 2010 ook het WK in Zuid-Afrika. Vandereycken werd aan de deur gezet en assistent Frank Vercauteren nam het roer over. Maar toen de malaise bij de Rode Duivels te groot werd, stapte Vercauteren op en werd Dick Advocaat bondscoach. Defour miste in die periode heel wat interlands door een langdurige blessure. Toen Georges Leekens in mei 2010 als bondscoach terugkeerde, werd ook Timmy Simons teruggehaald als verdedigende middenvelder. Simons en Defour waren Leekens' eerste keuze voor die positie.
Defour speelde 52 keer voor de Rode Duivels. Hij maakte op 6 september 2008 zijn eerste goal voor de nationale ploeg, tegen Estland. België won dat duel met 3-2. Hij maakte op 7 september 2013 zijn tweede goal voor België, tegen Schotland. België won dat duel met 0-2. In 2014 mocht hij mee naar het WK in Brazilië. Hij speelde één wedstrijd, in de derde groepswedstrijd waarin België met 1-0 won van Zuid-Korea. Defour pakte in de eerste helft een rode kaart en kwam de rest van het toernooi, waarin België in de kwartfinale strandde tegen Argentinië, niet meer in actie.
Defour speelde op 14 november 2017 zijn laatste interland, een oefenwedstrijd tegen Japan. Hij maakte in mei 2018 bekend dat hij zich niet meer beschikbaar stelde als international.

## Interlands
| Interlands van Steven Defour voor België | Interlands van Steven Defour voor België | Interlands van Steven Defour voor België | Interlands van Steven Defour voor België | Interlands van Steven Defour voor België | Interlands van Steven Defour voor België |
| No.                                      | Datum                                    | Wedstrijd                                | Uitslag                                  | Soort Wedstrijd                          | Doelpunten                               |
| Als speler bij Racing Genk               | Als speler bij Racing Genk               | Als speler bij Racing Genk               | Als speler bij Racing Genk               | Als speler bij Racing Genk               | Als speler bij Racing Genk               |
| ---------------------------------------- | ---------------------------------------- | ---------------------------------------- | ---------------------------------------- | ---------------------------------------- | ---------------------------------------- |
| 1.                                       | 11 mei 2006                              | België – Saoedi-Arabië                   | 2 – 1                                    | Vriendschappelijk                        | -                                        |
| 2.                                       | 24 mei 2006                              | België – Turkije                         | 3 – 3                                    | Vriendschappelijk                        | -                                        |
| 3.                                       | 6 september 2006                         | Armenië – België                         | 0 – 1                                    | Kwalificatie EK 2008                     | -                                        |
| Als speler bij Standard Luik             |                                          |                                          |                                          |                                          |                                          |
| 4.                                       | 7 februari 2007                          | België – Tsjechië                        | 0 – 2                                    | Vriendschappelijk                        | -                                        |
| 5.                                       | 24 maart 2007                            | Portugal – België                        | 4 – 0                                    | Kwalificatie EK 2008                     | -                                        |
| 6.                                       | 2 juni 2007                              | België – Portugal                        | 1 – 2                                    | Kwalificatie EK 2008                     | -                                        |
| 7.                                       | 6 juni 2007                              | Finland – België                         | 2 – 0                                    | Kwalificatie EK 2008                     | -                                        |
| 8.                                       | 22 augustus 2007                         | België – Servië                          | 3 – 2                                    | Kwalificatie EK 2008                     | -                                        |
| 9.                                       | 12 september 2007                        | Kazachstan – België                      | 2 – 2                                    | Kwalificatie EK 2008                     | -                                        |
| 10.                                      | 17 oktober 2007                          | België – Armenië                         | 3 – 0                                    | Kwalificatie EK 2008                     | -                                        |
| 11.                                      | 17 november 2007                         | Polen – België                           | 2 – 0                                    | Kwalificatie EK 2008                     | -                                        |
| 12.                                      | 21 november 2007                         | Azerbeidzjan – België                    | 0 – 1                                    | Kwalificatie EK 2008                     | -                                        |
| 13.                                      | 30 mei 2008                              | Italië – België                          | 3 – 1                                    | Vriendschappelijk                        | -                                        |
| 14.                                      | 20 augustus 2008                         | Duitsland – België                       | 2 – 0                                    | Vriendschappelijk                        | -                                        |
| 15.                                      | 6 september 2008                         | België – Estland                         | 3 – 2                                    | Kwalificatie WK 2010                     | 75'                                      |
| 16.                                      | 10 september 2008                        | Turkije – België                         | 1 – 1                                    | Kwalificatie WK 2010                     | -                                        |
| 17.                                      | 11 oktober 2008                          | België – Armenië                         | 2 – 0                                    | Kwalificatie WK 2010                     | -                                        |
| 18.                                      | 15 oktober 2008                          | België – Spanje                          | 1 – 2                                    | Kwalificatie WK 2010                     | -                                        |
| 19.                                      | 11 februari 2009                         | België – Slovenië                        | 2 – 0                                    | Vriendschappelijk                        | -                                        |
| 20.                                      | 28 maart 2009                            | België – Bosnië en Herzegovina           | 2 – 4                                    | Kwalificatie WK 2010                     | -                                        |
| 21.                                      | 12 augustus 2009                         | Tsjechië – België                        | 3 – 0                                    | Vriendschappelijk                        | -                                        |
| 22.                                      | 5 september 2009                         | Spanje – België                          | 5 – 0                                    | Kwalificatie WK 2010                     | -                                        |
| 23.                                      | 9 september 2009                         | Armenië – België                         | 2 – 1                                    | Kwalificatie WK 2010                     | -                                        |
| 24.                                      | 19 mei 2010                              | België – Bulgarije                       | 2 – 1                                    | Vriendschappelijk                        | -                                        |
| 25.                                      | 11 augustus 2010                         | Finland – België                         | 1 – 0                                    | Vriendschappelijk                        | -                                        |
| 26.                                      | 3 september 2010                         | België – Duitsland                       | 0 – 1                                    | Kwalificatie EK 2012                     | -                                        |
| 27.                                      | 17 november 2010                         | Rusland – België                         | 0 – 2                                    | Vriendschappelijk                        | -                                        |
| 28.                                      | 25 maart 2011                            | Oostenrijk – België                      | 0 – 2                                    | Kwalificatie EK 2012                     | -                                        |
| 29.                                      | 29 maart 2011                            | België – Azerbeidzjan                    | 4 – 1                                    | Kwalificatie EK 2012                     | -                                        |
| 30.                                      | 3 juni 2011                              | België – Turkije                         | 1 – 1                                    | Kwalificatie EK 2012                     | -                                        |
| Als speler bij FC Porto                  |                                          |                                          |                                          |                                          |                                          |
| 31.                                      | 7 oktober 2011                           | België – Kazachstan                      | 4 – 1                                    | Kwalificatie EK 2012                     | -                                        |
| 32.                                      | 11 november 2011                         | België – Roemenië                        | 2 – 1                                    | Vriendschappelijk                        | -                                        |
| 33.                                      | 29 februari 2012                         | Griekenland – België                     | 1 – 1                                    | Vriendschappelijk                        | -                                        |
| 34.                                      | 25 mei 2012                              | België – Montenegro                      | 2 – 2                                    | Vriendschappelijk                        | -                                        |
| 35.                                      | 15 augustus 2012                         | België – Nederland                       | 4 – 2                                    | Vriendschappelijk                        | -                                        |
| 36.                                      | 11 september 2012                        | België – Kroatië                         | 1 – 1                                    | Kwalificatie WK 2014                     | -                                        |
| 37.                                      | 14 november 2012                         | Roemenië – België                        | 2 – 1                                    | Vriendschappelijk                        | -                                        |
| 38.                                      | 29 mei 2013                              | Verenigde Staten – België                | 2 – 4                                    | Vriendschappelijk                        | -                                        |
| 39.                                      | 6 september 2013                         | Schotland – België                       | 0 – 2                                    | Kwalificatie WK 2014                     | 38'                                      |
| 40.                                      | 11 oktober 2013                          | Kroatië – België                         | 1 – 2                                    | Kwalificatie WK 2014                     | -                                        |
| 41.                                      | 14 november 2013                         | België – Colombia                        | 0 – 2                                    | Vriendschappelijk                        | -                                        |
| 42.                                      | 19 november 2013                         | België – Japan                           | 2 – 3                                    | Vriendschappelijk                        | -                                        |
| 43.                                      | 26 mei 2014                              | België – Luxemburg                       | 5 – 1                                    | Vriendschappelijk                        | -                                        |
| 44.                                      | 7 juni 2014                              | België – Tunesië                         | 1 – 0                                    | Vriendschappelijk                        | -                                        |
| 45.                                      | 27 juni 2014                             | Zuid-Korea – België                      | 0 – 1                                    | WK 2014 groepsfase                       | -                                        |
| Als speler bij RSC Anderlecht            |                                          |                                          |                                          |                                          |                                          |
| 46.                                      | 7 september 2014                         | België – Australië                       | 2 – 0                                    | Vriendschappelijk                        | -                                        |
| 47.                                      | 10 oktober 2014                          | België – Andorra                         | 6 – 0                                    | Kwalificatie EK 2016                     | -                                        |
| 48.                                      | 13 oktober 2014                          | Bosnië en Herzegovina – België           | 1 – 1                                    | Kwalificatie EK 2016                     | -                                        |
| 49.                                      | 1 september 2016                         | België – Spanje                          | 0 – 2                                    | Vriendschappelijk                        | -                                        |
| Als speler bij Burnley FC                |                                          |                                          |                                          |                                          |                                          |
| 50.                                      | 7 oktober 2016                           | België – Bosnië en Herzegovina           | 4 – 0                                    | Kwalificatie WK 2018                     | -                                        |
| 51.                                      | 9 november 2016                          | Nederland – België                       | 1 – 1                                    | Vriendschappelijk                        | -                                        |
| 52.                                      | 14 november 2017                         | België – Japan                           | 1 – 0                                    | Vriendschappelijk                        | -                                        |
| Totaal                                   | Totaal                                   | Totaal                                   | Totaal                                   | Totaal                                   | 2                                        |

Bijgewerkt op 14 november 2017 

## Palmares

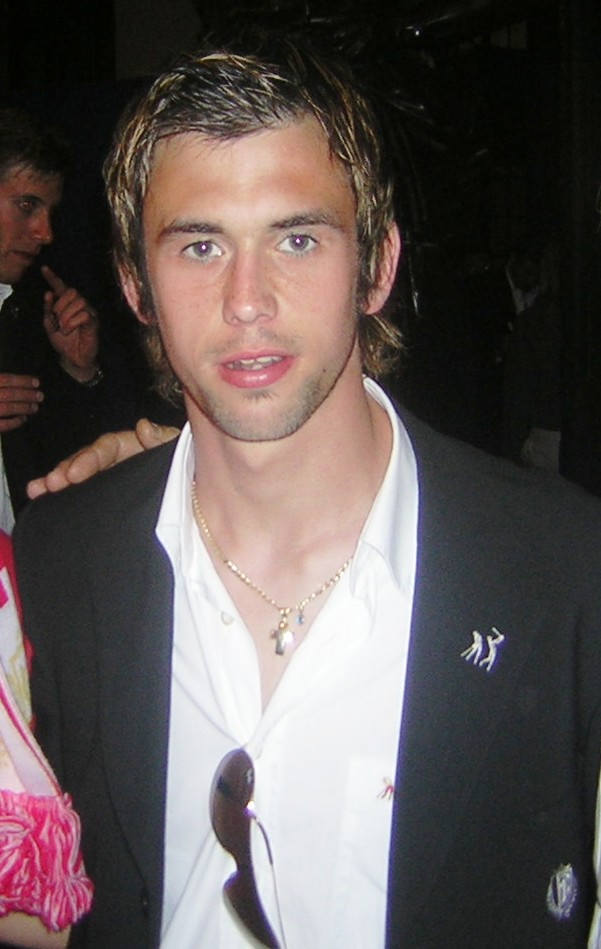
Steven Defour in 2005

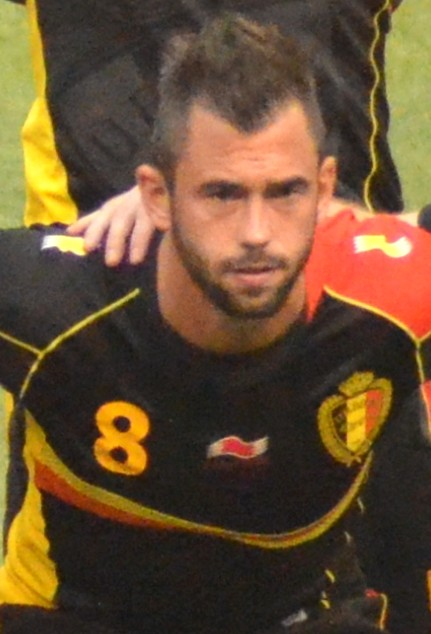
Steven Defour in de oefenmatch tegen de USA

| Competitie         |               |               |               |               |
| Competitie         | Aantal        | Jaren         |               |               |
| Standard Luik      | Standard Luik | Standard Luik | Standard Luik | Standard Luik |
| ------------------ | ------------- | ------------- | ------------- | ------------- |
| Belgisch kampioen  | 2x            | 2008, 2009    |               |               |
| Beker van België   | 1x            | 2011          |               |               |
| Belgische Supercup | 2x            | 2008, 2009    |               |               |
| FC Porto           |               |               |               |               |
| Portugees kampioen | 2x            | 2012, 2013    |               |               |

| Individueel     |    |      |
| Gouden Schoen   | 1x | 2007 |
| 12de Man Trofee | 1x | 2008 |

## Privéleven
Defour trouwde op 4 juni 2011 met Irene Mbisdikis. Zijn schoonvader en gewezen voetballer Costa Mbisdikis was in 2006 betrokken bij zijn transfer van Genk naar Standard. Met zijn vader Jacques Defour en zijn stiefmoeder Lydia verbrak hij in 2011 alle contact. In 2012 plaatste hij ze in zijn eigen biografie ook in een slecht daglicht. In januari 2013 gingen Defour en zijn echtgenote uit elkaar. In de zomer van 2014 legde hij het terug bij met zijn vader. Sinds juli 2016 heeft hij een dochter.